# CD Projekt RED
CD Projekt RED es un estudio de videojuegos polaco que es filial de la desarrolladora y distribuidora polaca CD Projekt S.A.. La compañía fue fundada en febrero de 1995 como el estudio desarrollador de la empresa CD Projekt. El primer juego producido fue The Witcher, basado en los libros de Andrzej Sapkowski. En febrero de 2008. La empresa padre de CD Projekt RED, CD Projekt adquirió el estudio de desarrollo Metropolis Software, que posteriormente se fusionó con CD Projekt RED.

## Historia
Tras el éxito internacional de The Witcher, CD Projekt se orientó al desarrollo de videojuegos. En 2008, el grupo de compañías CD Projekt se hicieron parte de una nueva sociedad holding, CDP Investment. Poco después, en lo que se conoce como adquisición inversa, CDP Investment se fusionó con Optimus S.A., una compañía pública que cotiza en la Bolsa de Valores de Varsovia. La parte distribuidora de la empresa (CD Projekt) fue renombrada como CDP.pl, una distribuidora de juegos en línea y de películas en Polonia, lo que permitió a la sociedad volver a su nombre histórico.
En febrero de 2022 anuncia que apoyará a Ucrania donando más de 200.000 euros.

## Juegos desarrollados
| Año  | Título                            | Plataforma(s) | Plataforma(s) | Plataforma(s) | Plataforma(s) | Plataforma(s) | Plataforma(s) | Plataforma(s) |
| Año  | Título                            | Linux         | PS4           | Win           | X360          | XOne          | Mac           | Switch        |
| ---- | --------------------------------- | ------------- | ------------- | ------------- | ------------- | ------------- | ------------- | ------------- |
| 2007 | The Witcher                       | No            | No            | Sí            | No            | No            | Sí            | No            |
| 2011 | The Witcher 2: Assassins of Kings | Sí            | No            | Sí            | Sí            | Sí            | Sí            | No            |
| 2015 | The Witcher 3: Wild Hunt          | No            | Sí            | Sí            | No            | Sí            | No            | Sí            |
| 2020 | Cyberpunk 2077                    | No            | Sí            | Sí            | No            | Sí            | No            | No            |